# Academia Olímpia
A Academia Olímpia (em alemão:  Akademie Olympia) foi um grupo de amigos em Berna, Suíça, que se reuniam - geralmente no apartamento de Albert Einstein - a fim de discutir filosofia e física.
O grupo foi fundado em 1902 por Einstein, Conrad Habicht e Maurice Solovine, e desempenhou um papel significante no desenvolvimento intelectual de Einstein. Antes de publicar seus artigos do "Annus Mirabilis" em 1905, quando Einstein era um técnico especialista do Instituto Federal Suíço de Propriedade Intelectual em Berna, o grupo de amigos encontrava-se para debater livros das áreas de física e filosofia.
A origem do grupo surgiu da necessidade de Einstein oferecer aulas particulares de matemática e física, a fim de garantir seu sustento (em 1901, antes de assumir o cargo no escritório de patentes em Berna). Solovine, um estudante de filosofia romeno, respondeu ao anúncio de Einstein em um jornal, embora nenhuma lição ou qualquer pagamento tenha se materializado; em vez disso, os dois começaram a reunir-se regularmente para discutir o interesse comum em física e filosofia. Ambos foram logo em seguida acompanhados pelo matemático Habicht, que era vizinho de Einstein em Schaffhausen; em 1902 eles autonomearam-se Akademie Olympia, e apesar de um amigo de vez em quando se juntar a eles em uma de suas reuniões, a Academia permaneceu essencialmente apenas o trio Einstein, Solovine e Habicht, até os dois últimos deixarem Berna em 1905 e 1904, respectivamente.
O primeiro livro que Einstein sugeriu para leitura foi The Grammar of Science, de Karl Pearson. Os três discutiam suas próprias pesquisas, mas também livros como Analyse der Empfindungen de Ernst Mach, Wissenschaft und Hypothese de Henri Poincaré, A System of Logic de John Stuart Mill, Treatise of Human Nature de David Hume, e Ethics de Baruch Spinoza, e algumas vezes obras literárias como Dom Quixote de Miguel de Cervantes.
Apesar da breve existência da Academia, esta teve um efeito duradouro sobre os três amigos; eles permaneceram em contato ao longo das suas vidas. Einstein declarou que a Academia teve fundamental significância em sua carreira científica.

## Membros e visitantes

### Membros principais
- Albert Einstein
- Maurice Solovine
- Conrad Habicht

### Outros
- Paul Habicht (1884–1948), irmão de Conrad Habicht
- Michele Besso (1873–1955), engenheiro mecânico
- Marcel Grossmann (1878–1936), matemático
- Lucien Chavan (1868–1942), engenheiro eletricista
- Mileva Marić, primeira mulher de Einstein (casaram em 6 de janeiro de 1903)